# Gryźliny (powiat Nowomiejski)
Gryźliny (Duits: Grischlin) is een dorp in het Poolse woiwodschap Ermland-Mazurië, gelegen in de powiat Nowo Miasto.

## Sport en recreatie
- Door deze plaats loopt de Europese wandelroute E11. De E11 loopt van Den Haag naar het oosten, op dit moment de grens Polen/Litouwen. Ter plaatse komt de route van zuidwesten van Lekarty. De route vervolgt naar het noordwesten via Radomno naar Iława.